# Milà-Sanremo 1953
La Milà-Sanremo 1953 fou la 44a edició de la Milà-Sanremo. La cursa es disputà el 19 de març de 1953 i va ser guanyada per l'italià Loretto Petrucci, que s'imposà a l'esprint als seus 5 companys d'escapada.
215 ciclistes hi van prendre part, acabant la cursa 114 d'ells. Per primera vegada la velocitat mitjana és superior als 40 km/h.

## Classificació final
|    | Ciclista         | Equip             | Temps      |
| -- | ---------------- | ----------------- | ---------- |
| 1  | Loretto Petrucci | Lygie             | 6h 59' 20" |
| 2  | Giuseppe Minardi | Legnano           | m. t.      |
| 3  | Valère Ollivier  | Bertin            | m. t.      |
| 4  | Germain Derijcke | Welter            | m. t.      |
| 5  | Nino Defilippis  | Legnano           | m. t.      |
| 6  | Raymond Impanis  | Garin-Wolber      | m. t.      |
| 7  | Jean Robic       | Terrot-Hutchinson | + 21"      |
| 8  | Roger Walkowiak  | Peugeot-Dunlop    | m. t.      |
| 9  | Fausto Coppi     | Bianchi-Pirelli   | + 1' 05"   |
| 10 | Ferdinand Kübler | Fiorelli          | + 1' 09"   |